# Llista d'asteroides/92501–92600
| Nom     | Designació provisional | Data de descobriment | Lloc de descobriment | Descobridor/s     |
| ------- | ---------------------- | -------------------- | -------------------- | ----------------- |
| 92501 - | 2000 NF15              | 5 de juliol, 2000    | Anderson Mesa        | LONEOS            |
| 92502 - | 2000 NP15              | 5 de juliol, 2000    | Anderson Mesa        | LONEOS            |
| 92503 - | 2000 NQ15              | 5 de juliol, 2000    | Anderson Mesa        | LONEOS            |
| 92504 - | 2000 NR15              | 5 de juliol, 2000    | Anderson Mesa        | LONEOS            |
| 92505 - | 2000 NK16              | 5 de juliol, 2000    | Anderson Mesa        | LONEOS            |
| 92506 - | 2000 NU16              | 5 de juliol, 2000    | Anderson Mesa        | LONEOS            |
| 92507 - | 2000 NS17              | 5 de juliol, 2000    | Anderson Mesa        | LONEOS            |
| 92508 - | 2000 NT17              | 5 de juliol, 2000    | Anderson Mesa        | LONEOS            |
| 92509 - | 2000 NU18              | 5 de juliol, 2000    | Anderson Mesa        | LONEOS            |
| 92510 - | 2000 NH19              | 5 de juliol, 2000    | Anderson Mesa        | LONEOS            |
| 92511 - | 2000 NK20              | 6 de juliol, 2000    | Kitt Peak            | Spacewatch        |
| 92512 - | 2000 NN20              | 6 de juliol, 2000    | Kitt Peak            | Spacewatch        |
| 92513 - | 2000 NW20              | 6 de juliol, 2000    | Anderson Mesa        | LONEOS            |
| 92514 - | 2000 ND21              | 6 de juliol, 2000    | Anderson Mesa        | LONEOS            |
| 92515 - | 2000 NZ21              | 7 de juliol, 2000    | Socorro              | LINEAR            |
| 92516 - | 2000 ND25              | 4 de juliol, 2000    | Anderson Mesa        | LONEOS            |
| 92517 - | 2000 NZ25              | 4 de juliol, 2000    | Anderson Mesa        | LONEOS            |
| 92518 - | 2000 NR26              | 4 de juliol, 2000    | Anderson Mesa        | LONEOS            |
| 92519 - | 2000 NO27              | 4 de juliol, 2000    | Anderson Mesa        | LONEOS            |
| 92520 - | 2000 NH28              | 3 de juliol, 2000    | Socorro              | LINEAR            |
| 92521 - | 2000 NM28              | 3 de juliol, 2000    | Socorro              | LINEAR            |
| 92522 - | 2000 NS28              | 2 de juliol, 2000    | Kitt Peak            | Spacewatch        |
| 92523 - | 2000 NO29              | 4 de juliol, 2000    | Anderson Mesa        | LONEOS            |
| 92524 - | 2000 ON1               | 25 de juliol, 2000   | Kitt Peak            | Spacewatch        |
| 92525 - | 2000 OV2               | 28 de juliol, 2000   | Gnosca               | S. Sposetti       |
| 92526 - | 2000 OB3               | 23 de juliol, 2000   | Socorro              | LINEAR            |
| 92527 - | 2000 OJ7               | 30 de juliol, 2000   | Lake Tekapo          | Mount Lake Tekapo |
| 92528 - | 2000 OQ8               | 23 de juliol, 2000   | Socorro              | LINEAR            |
| 92529 - | 2000 OK11              | 23 de juliol, 2000   | Socorro              | LINEAR            |
| 92530 - | 2000 OM13              | 23 de juliol, 2000   | Socorro              | LINEAR            |
| 92531 - | 2000 OD14              | 23 de juliol, 2000   | Socorro              | LINEAR            |
| 92532 - | 2000 OJ14              | 23 de juliol, 2000   | Socorro              | LINEAR            |
| 92533 - | 2000 OQ14              | 23 de juliol, 2000   | Socorro              | LINEAR            |
| 92534 - | 2000 OW15              | 23 de juliol, 2000   | Socorro              | LINEAR            |
| 92535 - | 2000 OX15              | 23 de juliol, 2000   | Socorro              | LINEAR            |
| 92536 - | 2000 OE16              | 23 de juliol, 2000   | Socorro              | LINEAR            |
| 92537 - | 2000 OS16              | 23 de juliol, 2000   | Socorro              | LINEAR            |
| 92538 - | 2000 OF18              | 23 de juliol, 2000   | Socorro              | LINEAR            |
| 92539 - | 2000 OB19              | 23 de juliol, 2000   | Socorro              | LINEAR            |
| 92540 - | 2000 OA20              | 30 de juliol, 2000   | Socorro              | LINEAR            |
| 92541 - | 2000 OX20              | 31 de juliol, 2000   | Socorro              | LINEAR            |
| 92542 - | 2000 OW21              | 31 de juliol, 2000   | Bergisch Gladbach    | W. Bickel         |
| 92543 - | 2000 OB27              | 23 de juliol, 2000   | Socorro              | LINEAR            |
| 92544 - | 2000 OE27              | 23 de juliol, 2000   | Socorro              | LINEAR            |
| 92545 - | 2000 OV30              | 30 de juliol, 2000   | Socorro              | LINEAR            |
| 92546 - | 2000 OF31              | 30 de juliol, 2000   | Socorro              | LINEAR            |
| 92547 - | 2000 OC32              | 30 de juliol, 2000   | Socorro              | LINEAR            |
| 92548 - | 2000 OX33              | 30 de juliol, 2000   | Socorro              | LINEAR            |
| 92549 - | 2000 OK34              | 30 de juliol, 2000   | Socorro              | LINEAR            |
| 92550 - | 2000 OX34              | 30 de juliol, 2000   | Socorro              | LINEAR            |
| 92551 - | 2000 OV36              | 30 de juliol, 2000   | Socorro              | LINEAR            |
| 92552 - | 2000 OZ36              | 30 de juliol, 2000   | Socorro              | LINEAR            |
| 92553 - | 2000 OR37              | 30 de juliol, 2000   | Socorro              | LINEAR            |
| 92554 - | 2000 OK38              | 30 de juliol, 2000   | Socorro              | LINEAR            |
| 92555 - | 2000 OZ38              | 30 de juliol, 2000   | Socorro              | LINEAR            |
| 92556 - | 2000 OP39              | 30 de juliol, 2000   | Socorro              | LINEAR            |
| 92557 - | 2000 OY40              | 30 de juliol, 2000   | Socorro              | LINEAR            |
| 92558 - | 2000 OD43              | 30 de juliol, 2000   | Socorro              | LINEAR            |
| 92559 - | 2000 OO45              | 30 de juliol, 2000   | Socorro              | LINEAR            |
| 92560 - | 2000 OX45              | 30 de juliol, 2000   | Socorro              | LINEAR            |
| 92561 - | 2000 OK46              | 31 de juliol, 2000   | Socorro              | LINEAR            |
| 92562 - | 2000 OX50              | 31 de juliol, 2000   | Socorro              | LINEAR            |
| 92563 - | 2000 OZ50              | 30 de juliol, 2000   | Reedy Creek          | J. Broughton      |
| 92564 - | 2000 OQ51              | 30 de juliol, 2000   | Socorro              | LINEAR            |
| 92565 - | 2000 ON52              | 30 de juliol, 2000   | Socorro              | LINEAR            |
| 92566 - | 2000 OM53              | 30 de juliol, 2000   | Socorro              | LINEAR            |
| 92567 - | 2000 OU55              | 29 de juliol, 2000   | Anderson Mesa        | LONEOS            |
| 92568 - | 2000 OJ56              | 29 de juliol, 2000   | Anderson Mesa        | LONEOS            |
| 92569 - | 2000 OC58              | 29 de juliol, 2000   | Anderson Mesa        | LONEOS            |
| 92570 - | 2000 OE58              | 29 de juliol, 2000   | Anderson Mesa        | LONEOS            |
| 92571 - | 2000 OF58              | 29 de juliol, 2000   | Anderson Mesa        | LONEOS            |
| 92572 - | 2000 ON58              | 29 de juliol, 2000   | Anderson Mesa        | LONEOS            |
| 92573 - | 2000 OZ58              | 29 de juliol, 2000   | Anderson Mesa        | LONEOS            |
| 92574 - | 2000 OE59              | 29 de juliol, 2000   | Anderson Mesa        | LONEOS            |
| 92575 - | 2000 OJ59              | 29 de juliol, 2000   | Anderson Mesa        | LONEOS            |
| 92576 - | 2000 OY59              | 29 de juliol, 2000   | Anderson Mesa        | LONEOS            |
| 92577 - | 2000 OD60              | 29 de juliol, 2000   | Anderson Mesa        | LONEOS            |
| 92578 - | 2000 OC62              | 30 de juliol, 2000   | Cerro Tololo         | M. W. Buie        |
| 92579 - | 2000 OK69              | 31 de juliol, 2000   | Cerro Tololo         | M. W. Buie        |
| 92580 - | 2000 PZ                | 1 d'agost, 2000      | Socorro              | LINEAR            |
| 92581 - | 2000 PY1               | 1 d'agost, 2000      | Socorro              | LINEAR            |
| 92582 - | 2000 PZ1               | 1 d'agost, 2000      | Socorro              | LINEAR            |
| 92583 - | 2000 PA2               | 1 d'agost, 2000      | Socorro              | LINEAR            |
| 92584 - | 2000 PW2               | 2 d'agost, 2000      | Socorro              | LINEAR            |
| 92585 - | 2000 PP8               | 7 d'agost, 2000      | Gnosca               | S. Sposetti       |
| 92586 - | 2000 PS8               | 9 d'agost, 2000      | Emerald Lane         | L. Ball           |
| 92587 - | 2000 PH9               | 6 d'agost, 2000      | Siding Spring        | R. H. McNaught    |
| 92588 - | 2000 PJ11              | 1 d'agost, 2000      | Socorro              | LINEAR            |
| 92589 - | 2000 PO12              | 3 d'agost, 2000      | Socorro              | LINEAR            |
| 92590 - | 2000 PT13              | 1 d'agost, 2000      | Socorro              | LINEAR            |
| 92591 - | 2000 PX14              | 1 d'agost, 2000      | Socorro              | LINEAR            |
| 92592 - | 2000 PV15              | 1 d'agost, 2000      | Socorro              | LINEAR            |
| 92593 - | 2000 PN16              | 1 d'agost, 2000      | Socorro              | LINEAR            |
| 92594 - | 2000 PV16              | 1 d'agost, 2000      | Socorro              | LINEAR            |
| 92595 - | 2000 PE17              | 1 d'agost, 2000      | Socorro              | LINEAR            |
| 92596 - | 2000 PN18              | 1 d'agost, 2000      | Socorro              | LINEAR            |
| 92597 - | 2000 PE19              | 1 d'agost, 2000      | Socorro              | LINEAR            |
| 92598 - | 2000 PM19              | 1 d'agost, 2000      | Socorro              | LINEAR            |
| 92599 - | 2000 PR19              | 1 d'agost, 2000      | Socorro              | LINEAR            |
| 92600 - | 2000 PW19              | 1 d'agost, 2000      | Socorro              | LINEAR            |